# Frank Wingold

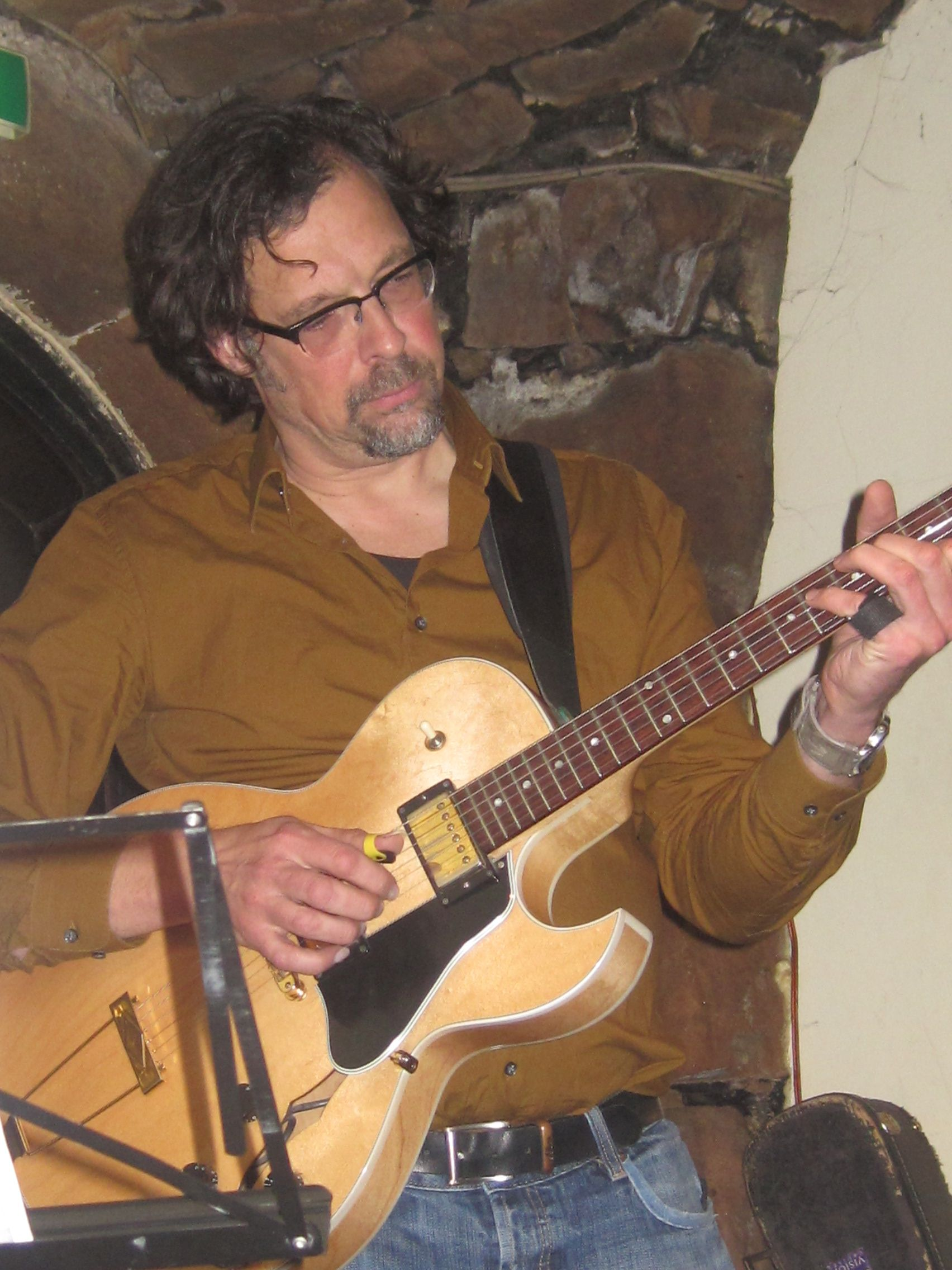
Frank Wingold im Jazzclub Cavete Marburg 2014

Frank Wingold (* 1968 in Speyer) ist ein deutscher Jazz- und klassischer Gitarrist und Komponist.

## Leben und Wirken
Wingold spielt seit dem neunten Lebensjahr Gitarre. Von 1988 bis 1993 studierte er am Konservatorium von Hilversum Jazz und klassische Gitarre, seitdem lebt er in Köln. 1993 wurde er Mitglied der von Sebastian Gramss geleiteten Gruppe Underkarl (mit Nils Wogram, Lömsch Lehmann, Dirk-Peter Kölsch), der er bis heute angehört. Mit der Sängerin Martina Gassmann arbeitete er im Duo und in der Gruppe Leisure Minx (mit Tobi Lessnow und Konstantin Wienstroer) zusammen. Im Trio von Efrat Alony musiziert er zusammen mit Oliver Leicht.
Mit dem Gitarristen Ralph Beerkircher bildet Wingold das Duo shraeng, das sich auf die Aufführung zeitgenössischer Musik spezialisiert hat. Neben Stücken von Karlheinz Stockhausen, John Cage, Stefan Wolpe und Michael Fiday spielte das Duo 2002 die Uraufführung von Moritz Eggerts Stück Riff und Theodor Pauß’ Cupido, 2004 die Uraufführung von zwei Stücken Sandeep Bhagwatis und Karola Obermüllers.
Außerdem wirkte er an verschiedenen Musiktheaterprojekten mit (Orpheus von Louis Andriessen in Amsterdam, Kammeroper Der Sprung von Georg Hajdu, PoppeaMaterial nach Monteverdi von Claas Willeke), spielte und komponierte Hörspiel- und Filmmusiken und gab Konzerte als Solist (Bons für kleines Orchester und Improvisator von Theo Loevendie). Unter Leitung von Susanne Blumenthal nahm das EOS Kammerorchester Köln 2013 seine Komposition Groove auf.
Als Bandleader arbeitet Wingold mit der Gruppe agog (mit Joost Lijbaart und Mark Haanstra). Mit der Gruppe gewann er den Europe Jazz Contest in Brüssel, wo er außerdem als bester Solist ausgezeichnet wurde, und 2002 die Dutch Jazz Competition auf dem North Sea Jazz Festival. Weiterhin leitet er die Band Clairvoyance (mit Niels Klein, 
Dietmar Fuhr und Jonas Burgwinkel) und unterhält ein Trio mit Robert Landfermann (Bass) und Jonas Burgwinkel (Schlagzeug). 
Im März 2021 kam bei Bertold Records das Soloalbum To Be Frank heraus, das fünfzehn Titel enthält, sämtlich Eigenkompositionen und Improvisationen von ihm.
Wingold ist seit dem Wintersemester 2009/10 Professor für Jazzgitarre am Institut für Musik der Hochschule Osnabrück.

## Diskographische Hinweise
- Post No Bills: defense daffichier, (mit Ole Schmidt, Chris Weinheimer, Carl Ludwig Hübsch und Sebastian Gramss), 1995
- Underkarl: 20th Century Jazz Cover, 1996
- Underkarl: Jazz Essence, 1999
- agog: Shortcuts to Detours, 2001
- Underkarl: Second Brain, 2003
- Leisure Minx: Dogs of Unknown People, 2003
- agog/zapp: Meltdown, mit Joost Lijbaart und Mark Haanstra und den Streichern Jasper Le Clercq, Jeffrey Bruinsma, Oene van Geel, Emile Visser, 2004
- Martina Gassmann & Frank Wingold: In the Backyards of Our Souls, 2008
- agog: Some Frump Punk, 2008
- Frank Wingold Clairvoyance: Virtues & Vices, (Double Moon Records 2011; mit Niels Klein, Dietmar Fuhr, Jonas Burgwinkel)
- Wingold Alony Leicht: A Kit for Mending Thoughts (Enja 2012)
- EOS Kammerorchester/Niels Klein, Florian Ross, Frank Wingold: Additions (HouseMaster 2017)
- To Be Frank (Berthold 2021)
- Frank Wingold Entangled Trio Hiatus Blues (Berthold Records 2018 mit Robert Landfermann und Jonas Burgwinkel)[2]